# Mauve royale
Malva arborea · Mauve en arbre, Lavatère arborescentente
Espèce
Classification phylogénétique
La Mauve royale, également nommée Mauve en arbre et Lavatère arborescente (Malva arborea) est un arbrisseau poussant sur le littoral méditerranéen et sur les côtes atlantiques, dont les grandes fleurs pourpres ou violacées sont assez semblables à celles des mauves véritables, même si leur coloris est souvent plus vif. Elle appartient au genre Malva et à la famille des Malvaceae.

## Caractéristiques
Plante vivace haute de 1 à 3 m.
- Couleur dominante des fleurs : parme, mauve, violet
- Période de floraison : mai-juillet
- Inflorescence : racème de cymes unipares scorpioïdes
- Sexualité : hermaphrodite
- Ordre de maturation : protandre
- Pollinisation : entomogame
- Fruit : capsule
- Dissémination : barochore, hydrochore ou exozoochore.

## Habitat et répartition
- Habitat type : friches vivaces mésoxérophiles, subméditerranéennes, proches du littoral.
- Aire de répartition : méditerranéen-atlantique.

## Utilisation
Les feuilles de cette espèce sont utilisées en phytothérapie pour traiter les entorses. On trempe les feuilles dans l'eau chaude et on les applique en cataplasmes sur la zone touchée. Les gardiens de phare propageaient la plante pour utiliser les feuilles comme cataplasme pour soigner les brûlures ou même comme alternative au papier toilette. Les feuilles et les graines sont comestibles.[réf. nécessaire]
La Mauve royale était considérée comme un aliment nutritionnel des animaux en Grande-Bretagne au XIXe siècle et a été parfois utilisée comme fourrage en Europe.

## Plante envahissante
Elle est souvent plantée dans les jardins, notamment sur le littoral atlantique, d'où elle s'échappe parfois.
La Mauve royale peut devenir une plante envahissante. Ses graines peuvent être transportées entre zones côtières par des fruits flottants et des oiseaux marins. Les graines sont imperméables et peuvent rester viables pendant des années, même après une immersion prolongée dans l'eau salée.
La récente pullulation de cette plante dans les îles écossaises a soulevé des inquiétudes pour la faune et la flore indigène, notamment pour la population de macareux moine (Fratercula arctica) qui a régressé. La plante forme également des peuplements denses le long des côtes islandaises qui inhibent la reproduction, et poussent les macareux à abandonner leurs nids.
Sa propagation dans les îles australiennes ces dernières décennies a aussi contribué à réduire la biodiversité, la conservation des sols et l'habitat des oiseaux marins.

## Quelques vues de la plante

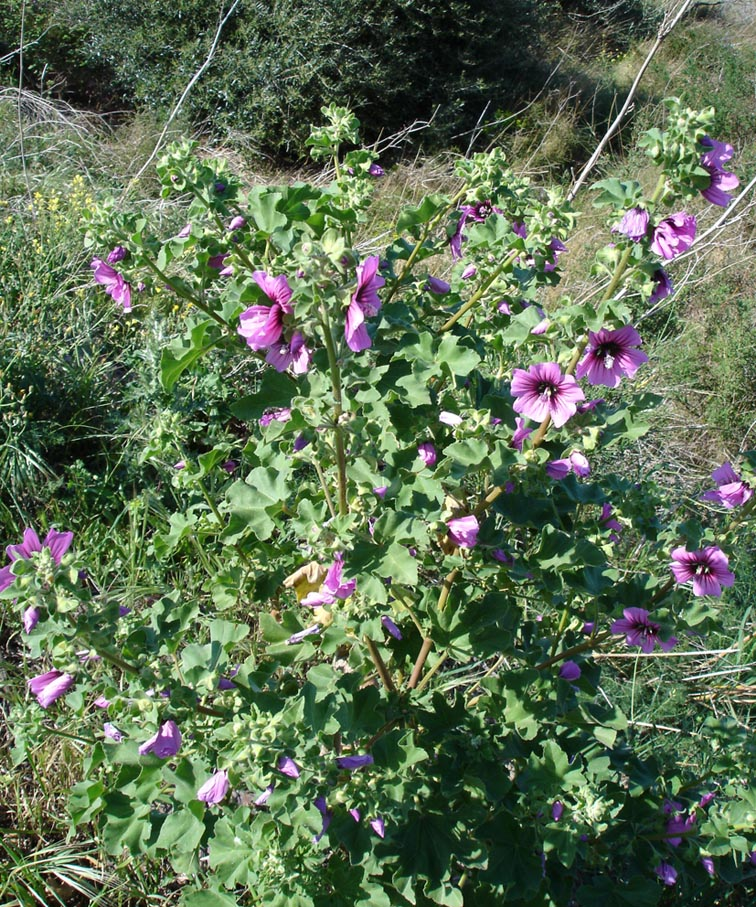
Jeune arbrisseau
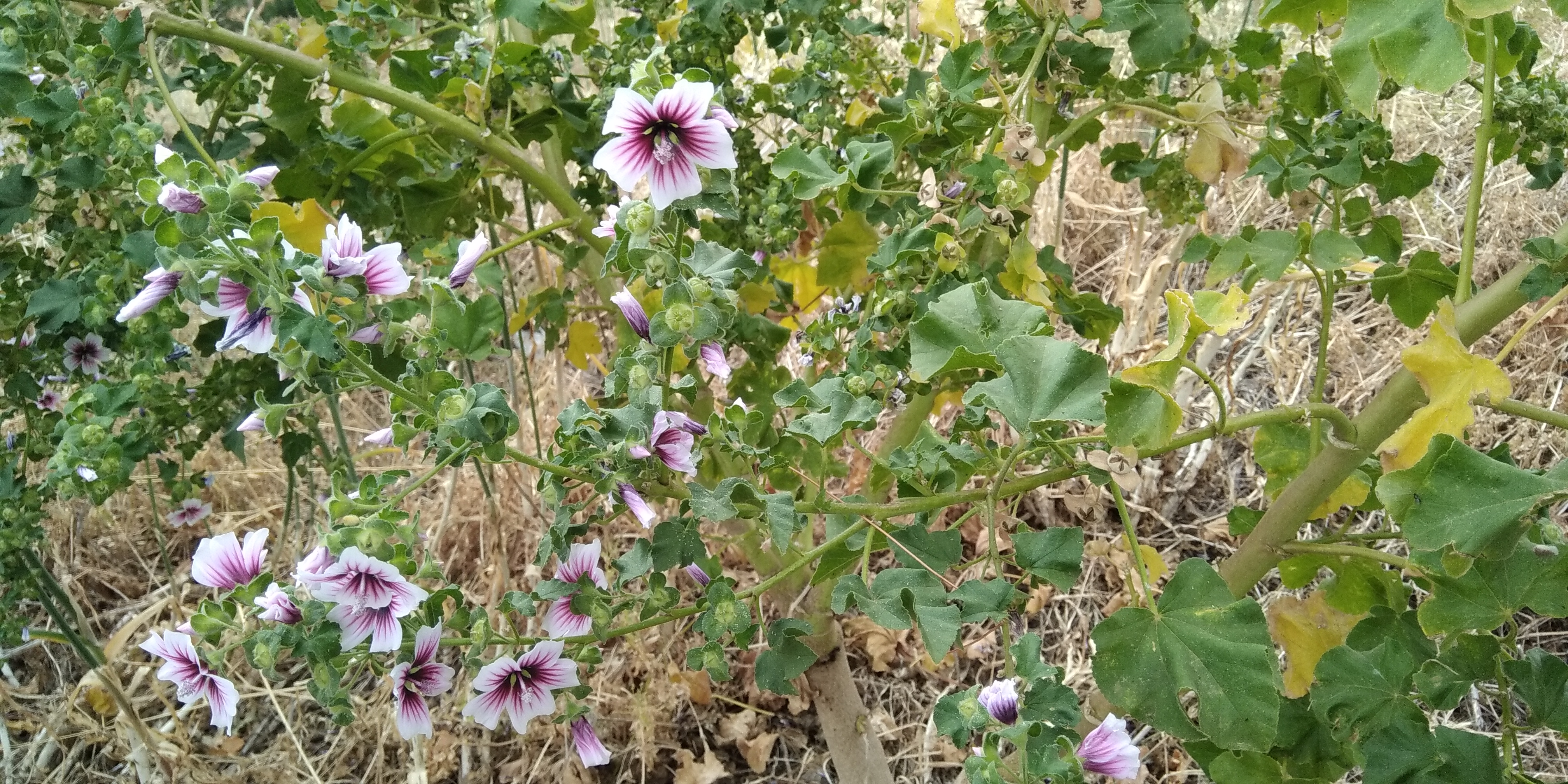
Branches en fleurs.
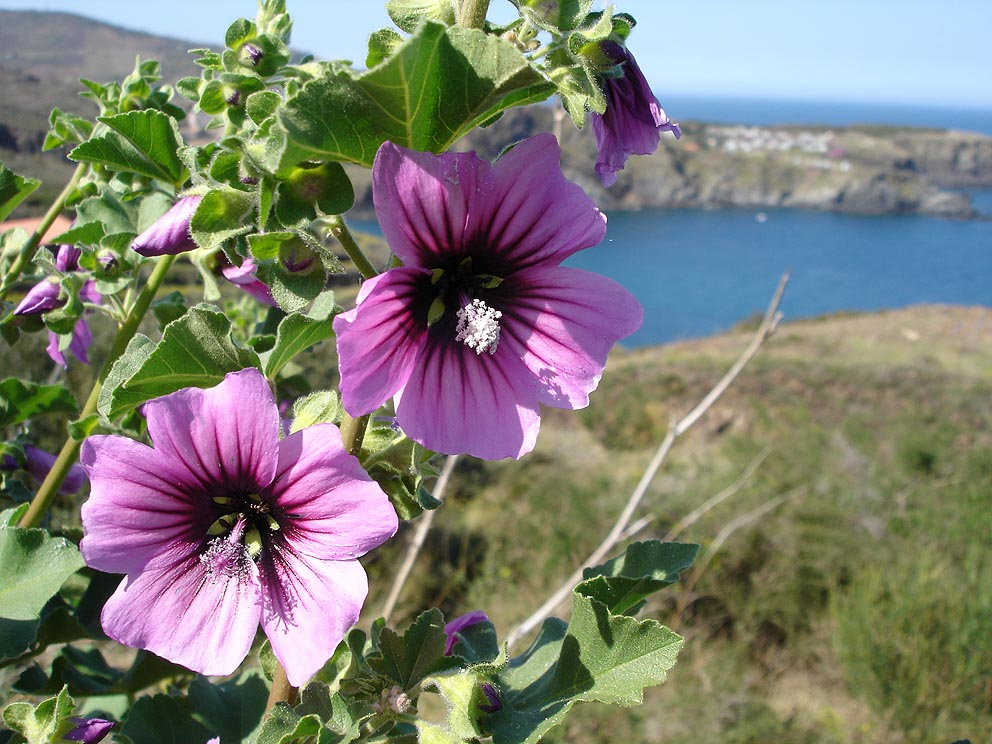
Fleurs
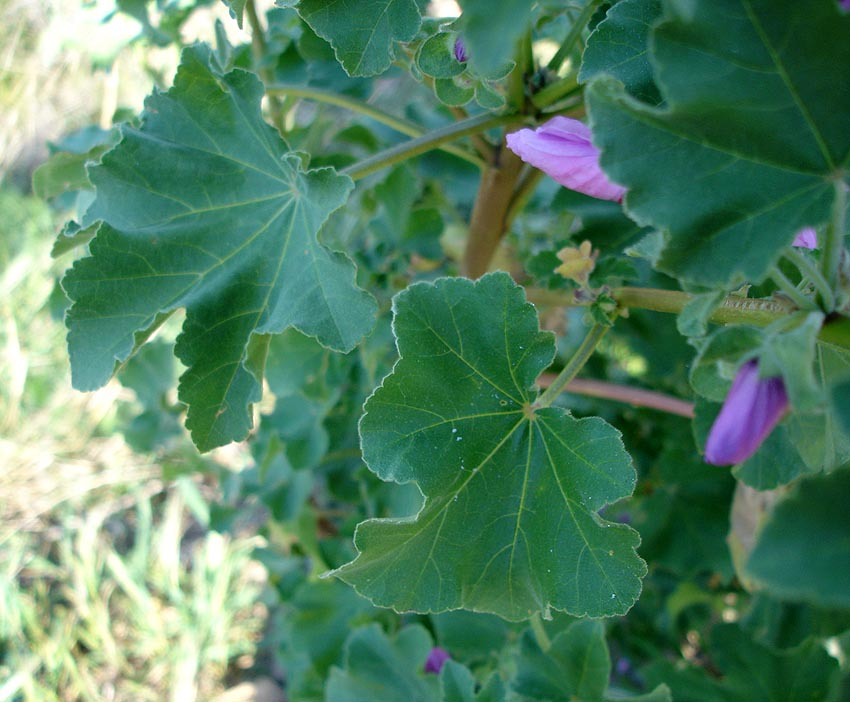
Feuilles

## Taxonomie

### Désignations françaises
Ce taxon porte en français les noms normalisés vernaculaires ou vulgarisés suivants : Grande Mauve, Lavatère, Lavatère arborescente,, Lavatère en arbre, Mauve arborescente, Mauve des jardins, Mauve royale, et Mauve en arbre.
Le nom scientifique Lavatera arborea L. explique l'usage vulgarisé de « Lavatère ». Néanmoins, une révision taxonomique de 1998 place l'espèce parmi le genre Malva, légitimant indirectement le nom français de « Mauve ».

### Désignations scientifiques
Le nom correct complet de ce taxon est Malva arborea (L.) Webb & Berthel..
L'espèce a été initialement classée dans le genre Lavatera sous le basionyme Lavatera arborea L..

### Synonymie
Malva arborea a pour synonymes :
- Althaea arborea (L.) Alef.
- Althaea arborea (L.) Kuntze
- Anthema arborea (L.) Medik.
- Anthema arborea (L.) Moench, 1794
- Lavatera arborea L.
- Lavatera eriocalyx Steud.
- Malva dendromorpha M.F.Ray
- Malva eriocalyx (Steud.) Molero & J.M.Monts.
- Malva eriocalyx Steud.
- Malva fastuosa Salisb.
- Malva umbellata Bertero